# 우에쿠사 유키
우에쿠사 유키(일본어: 植草 裕樹, 1982년 7월 2일 ~ )는 일본의 전 축구 선수이다.

## 구단 경력
그는 2005년부터 2018년까지 J리그의 가와사키 프론탈레, 몬테디오 야마가타, 비셀 고베, V-파렌 나가사키, 시미즈 에스펄스에서 활동하였다.